# Villanueva de Algaidas
Villanueva de Algaidas – gmina w Hiszpanii, w prowincji Malaga, w Andaluzji, o powierzchni 74,47 km². W 2011 roku gmina liczyła 4485 mieszkańców.